# Rubidiumselenid
Rubidiumselenid ist das Rubidiumsalz der Selenwasserstoffsäure.

## Herstellung
Rubidiumselenid kann aus elementarem Rubidium und Quecksilberselenid hergestellt werden. Aus den Elementen ist die Synthese in flüssigem Ammoniak möglich.

## Eigenschaften
Rubidiumselenid kristallisiert im kubischen Kristallsystem in der Raumgruppe Fm3m (Raumgruppen-Nr. 225) mit den Gitterparametern a = 801,0 pm, und 4 Formeleinheiten pro Elementarzelle.

## Verwendung
Rubidiumselenid wird zusammen mit Caesiumselenid in photovoltaischen Zellen eingesetzt.